# Francys Arsentiev
Francis Arsentiev-Distefano (Honolulu, 18 de enero de 1958-Everest, 24 de mayo de 1998) fue la primera mujer de Estados Unidos que llegó a la cima del Monte Everest sin oxígeno el 22 de mayo de 1998, muriendo poco después durante el descenso.

## Biografía
Francys Yarbro Distefano, nació el 18 de enero de 1958, en Honolulu, Hawái, siendo sus padres Juan Yarbro y su esposa Marina Garrett. A los seis años, su padre la llevó a las montañas de Colorado. Al crecer, estudió en el American School in Switzerland, y también recibió educación en los Estados Unidos, donde asistió al Stephens College antes de ingresar en la Universidad de Louisville. Luego recibió un Máster de la Escuela Internacional en Administración de Empresas en Phoenix. Arsentiev trabajó como contable en Telluride, Colorado, durante la década de 1980.
En 1992 se casó con Serguei Arsentiev, un experimentado montañero ruso. Juntos, subieron y escalaron picos de Rusia, entre ellos, la primera ascensión a un pico de 5.800 m, al que llamaron Peak Goodwill. Arsentiev se convirtió en la primera mujer estadounidense que bajó esquiando el Elbrus, y en escalar sus dos picos. Su sueño era convertirse en la primera mujer estadounidense que escalara el Everest sin ayuda de botellas de oxígeno.

## Muerte en el Everest
Francys Arsentiev alcanzó la cima del Everest sin oxígeno el 22 de mayo de 1998 junto a su marido Sergei Arsentiev en un tercer intento. Durante el descenso la pareja se separó sin darse cuenta en la oscuridad de la noche. Sergei llegó al campamento base y se enteró de que su mujer todavía no había regresado, así que cogió varias botellas de oxígeno y volvió a buscarla.
La mañana del 24, el británico Ian Woodall y la sudafricana Cathy O'Dowd junto con una expedición de escaladores uzbekos encontraron a Francys semiinconsciente mientras se dirigían a la cumbre. Tanto Woodall como O'Dowd cancelaron sus propios intentos de cumbre e intentaron ayudar a Francys durante más de una hora proporcionándole oxígeno, pero debido a su propia mala condición, la peligrosa ubicación y el clima helado, se vieron obligados a abandonarla y descender al campamento.
Antes de dejarla, O'Dowd relató: 

"'No me dejes', me dijo. Su piel era de un blanco como la leche y totalmente suave. Eso era un signo de congelamiento severo y la hacía parecer una muñeca de porcelana. Sus ojos me miraron, desenfocados, con sus pupilas enormes, oscuras, vacías. ‘No me dejes’, murmuró de nuevo".
Cathy O'Dowd

Cuando volvieron a subir al amanecer, la encontraron muerta donde la habían dejado la noche anterior y en la misma posición, tendida de costado, todavía sujeta a la cuerda guía. El piolet y la cuerda de Sergei Arsentiev se identificaron cerca, pero no se lo encontró por ninguna parte. 
Tenía cuarenta años y un hijo de once, de su primer matrimonio. Su cadáver fue apodado "La Bella Durmiente".  
La misteriosa desaparición de su esposo se resolvió al año siguiente cuando Jake Norton, miembro de la expedición "Mallory e Irvine" de 1999, descubrió el cuerpo de Sergei más abajo en la cara de la montaña, aparentemente muerto por una caída mientras intentaba rescatar a su esposa.
Nueve años después, en 2007, Woodall inició y dirigió una expedición a la que llamó El Tao del Everest, con el propósito de regresar a la montaña para enterrar los cuerpos de Francys Arsentiev y un escalador no identificado ("Botas Verdes"), ambos claramente visibles desde la ruta de escalada cercana. El cuerpo de Francys Arsentiev estuvo visible para los escaladores durante nueve años, desde su muerte, el 24 de mayo de 1998, hasta el 23 de mayo de 2007. El 23 de mayo de 2007, Woodall pudo localizar el cuerpo de Arsentiev y, después de un breve ritual en que la envolvió en una bandera estadounidense, la dejó caer a una ubicación inferior en la cara, quitando el cuerpo de la vista.